# Фияс, Пётр
Пётр Фияс (пол. Piotr Fijas род. 27 июня 1958, Бельско-Бяла) — польский спортсмен, прыгун с трамплина и тренер.
Был бронзовым медалистом чемпионата мира по полётам на лыжах (Пляница, 1979). Рекордсмен мира и Польши — 194 метров (Пляница, 1987).
Был членом олимпийской сборной команды Польши по прыжкам на лыжах с трамплина на Олимпиаде в 1980 году, Олимпиаде в 1984 году и Олимпиаде в 1988 году.
3 раза победил на этапах Кубка мира по прыжкам с трамплина. 13 раза выигрывал золото чемпионата Польши.